# ذلب معدني
ذلب معدني (الاسم العلمي:Sansevieria metallica) هو نوع من النباتات يتبع جنس الذلب من الفصيلة الهليونية.